# Hexatoma (Eriocera) trialbosignata
Hexatoma (Eriocera) trialbosignata is een tweevleugelige uit de familie steltmuggen (Limoniidae). De soort komt voor in het Neotropisch gebied.